# Sirgal
Sirgal (llamada oficialmente Santo André de Sirgal) es una parroquia y una aldea española del municipio de Monterroso, en la provincia de Lugo, Galicia.

## Otras denominaciones
La parroquia también es conocida por el nombre de San Andrés de Sirgal.

## Organización territorial
La parroquia está formada por dos entidades de población:
- Parteme de Riba
- Sirgal

## Demografía

### Parroquia
| Gráfica de evolución demográfica de Sirgal (parroquia) entre 2000 y 2020 |
|                                                                          |
| Datos según el nomenclátor publicado por el INE.                         |

### Aldea
| Gráfica de evolución demográfica de Sirgal (aldea) entre 2000 y 2020 |
|                                                                      |
| Datos según el nomenclátor publicado por el INE.                     |